# Antioch V Eupator
Antioch V Eupator (gr. Αντίοχος Ε' Ευπάτωρ, „[Zrodzony] ze Szlachetnego Ojca”; ur. 173 p.n.e., zm. 162 p.n.e.) – władca państwa Seleucydów od 164 p.n.e. do 162 p.n.e., syn Antiocha IV Epifanesa.
Wiosną 164 p.n.e. Antioch IV, przed wymarszem na wojnę do Persji, mianował syna współregentem. Po śmierci ojca pod koniec 164 p.n.e. Antioch V wstąpił na tron w wieku 9 lat. Regentem małoletniego króla został Lizjasz, choć na łożu śmierci Antioch IV powierzył opiekę nad małym Antiochem Filipowi. W 162 p.n.e. Antioch V i Lizjasz wyprawili się do zrewoltowanej Judei, gdzie zostali pokonani przez Judę Machabeusza.
W 162 p.n.e. Rzym wycofał swoje poparcie dla Antiocha, kiedy w czasie antyrzymskich zamieszek w Antiochii tłum zabił Gnejusza Oktawiusza, rzymskiego ambasadora. Rzymscy senatorowie poparli Demetriusza I, który w tym czasie był zakładnikiem w Rzymie. W październiku 162 p.n.e. Demetriusz zdetronizował Antiocha i Lizjasza, i sam ogłosił się królem. Antioch wraz z Lizjaszem zginęli zamordowani